# Watershed (Opeth-Album)
Watershed ist das neunte Studioalbum der schwedischen Progressive-Metal-Band Opeth. Es erschien am 19. Mai 2008 bei Roadrunner Records und war bis zum Erscheinen von The Last Will and Testament 2024 das letzte Opeth-Album, das noch Growlgesang und andere eindeutige Death-Metal-Elemente enthält.

## Geschichte
Das Album entstand im Wesentlichen im Zeitraum vom Winter 2006/07 bis zum 10. Januar 2008 in den Fascination Street Studios in Örebro, Schweden. Es ist das erste ohne den langjährigen Gitarristen Peter Lindgren. Stattdessen stieß Gitarrist Fredrik Åkesson hinzu, auch Schlagzeuger Martin Axenrot ist erstmals zu hören. Im März 2008 wurde Travis Smiths Cover-Gestaltung enthüllt. Das Stück Heir Apparent war von der Band vorab gespielt worden und kursierte daher bereits zuvor als Live-Version bei YouTube.

## Kritik und Erfolg
Chris True schrieb bei Allmusic, Opeth hätten den Vorgänger Ghost Reveries sehr leicht kopieren können, hätten sich aber dazu entschieden, ein herausforderndes Album aufzunehmen. Die Seite vergab 4 von 5 Sternen. Das Album erreichte sowohl in Deutschland wie in den USA Platz 23. In Finnland erreichte es Platz 1 der Charts.

## Titelliste
Alle Stücke wurden von Mikael Åkerfeldt geschrieben, sofern nicht anders angegeben.
1. Coil – 3:07
2. Heir Apparent – 8:51
3. The Lotus Eater – 8:48
4. Burden – 7:42
5. Porcelain Heart – 8:01 (Åkerfeldt, Åkesson)
6. Hessian Peel – 11:26
7. Hex Omega – 7:00

### Bonustitel der limitierten Edition
1. DVD: Making of Watershed
2. Derelict Herds (Åkerfeldt, Per Wiberg) – 6:28
3. Bridge of Sighs (Robin-Trower-Cover) – 5:55
4. Den Ständiga Resan (Marie-Fredriksson-Cover) – 4:09

### Bonustitel der Promo-Ausgabe
1. DVD: Making of Watershed
2. Derelict Herds (Åkerfeldt, Per Wiberg) – 6:28
3. Bridge of Sighs (Robin-Trower-Cover) – 5:55
4. Den Ständiga Resan (Marie-Fredriksson-Cover) – 4:09
5. Mellotron Heart (Åkerfeldt, Åkesson) – 5:28[3]